# Hermannsgut
Hermannsgut war ein Ort im Kreis Heiligenbeil in Ostpreußen. Seine Ortsstelle befindet sich heute im Munizipalkreis Rajon Bagrationowsk (Stadtkreis Preußisch Eylau) in der russischen Oblast Kaliningrad (Gebiet Königsberg (Preußen)).

## Geographische Lage
Die Ortsstelle von Hermannsgut liegt im südlichen Westen der Oblast Kaliningrad, 23 Kilometer nordöstlich der früheren Kreisstadt Heiligenbeil (heute russisch Mamonowo) bzw. 27 Kilometer nordwestlich der heutigen Rajonshauptstadt Bagrationowsk (deutsch Preußisch Eylau).

## Geschichte
Gegründet wurde Hermannsgut im Jahre 1859. Der große Hof war bis 1945 ein Vorwerk zum Gutsbezirk Plössen (russisch Priwolnoje) im Amtsbezirk Kukehnen (russisch Ladoschskoje) im Kreis Heiligenbeil in Ostpreußen. 17 Einwohner zählte Hermannsgut im Jahre 1905.
Im Jahre 1945 kam Hermannsgut mit dem gesamten nördlichen Ostpreußen in Kriegsfolge zur Sowjetunion. Dann allerdings verliert sich die Spur des Ortes, der vielleicht nicht wieder besiedelt wurde oder auch in Ladoschskoje aufgegangen sein kann. Hermannsgut gilt als untergegangen. Seine Ortsstelle liegt im Rajon Bagrationowsk (Stadtkreis Preußisch Eylau) in der Oblast Kaliningrad (Gebiet Königsberg (Preußen)) der Russischen Föderation.

## Religion
Bis 1945 war Hermannsgut über die Muttergemeinde Plössen (russisch Priwolnoje) in das Kirchspiel der evangelischen Kirche Zinten (russisch Kornewo) in der Kirchenprovinz Ostpreußen der Kirche der Altpreußischen Union eingegliedert.

## Verkehr
Die kaum noch erkennbare Ortsstelle von Hermannsgut ist über Landwege von Priwolnoje (Plössen) aus zu erreichen. Bis 1945 war Kukehnen (russisch Ladoschskoje) die nächste Bahnstation und lag an der Bahnstrecke Königsberg–Allenstein.